# Seuzach
Seuzach (schweizerdeutsch Söizi [ˈsœi̯t͡si]) ist eine politische Gemeinde im Bezirk Winterthur des Kantons Zürich in der Schweiz. Die Gemeinde ist eine Agglomerationsgemeinde der Stadt Winterthur und liegt am Übergang ins Zürcher Weinland.
Zur Gemeinde Seuzach gehören auch die zwei Dorfteile Ober- sowie Unterohringen. Seuzach pflegt eine Partnerschaft mit der Gemeinde Avers GR im Kanton Graubünden.

## Wappen
Blasonierung:
In Silber ein aufbäumendes, rotgezäumtes und gesatteltes schwarzes Pferd
Das Gemeindewappen wurde von dem Familienwappen der bis ins 15. Jahrhundert hier ansässigen Ritter vom Heimenstein übernommen. Ihr Stammsitz befand sich auf einer Anhöhe nördlich des Dorfes.

## Geografie

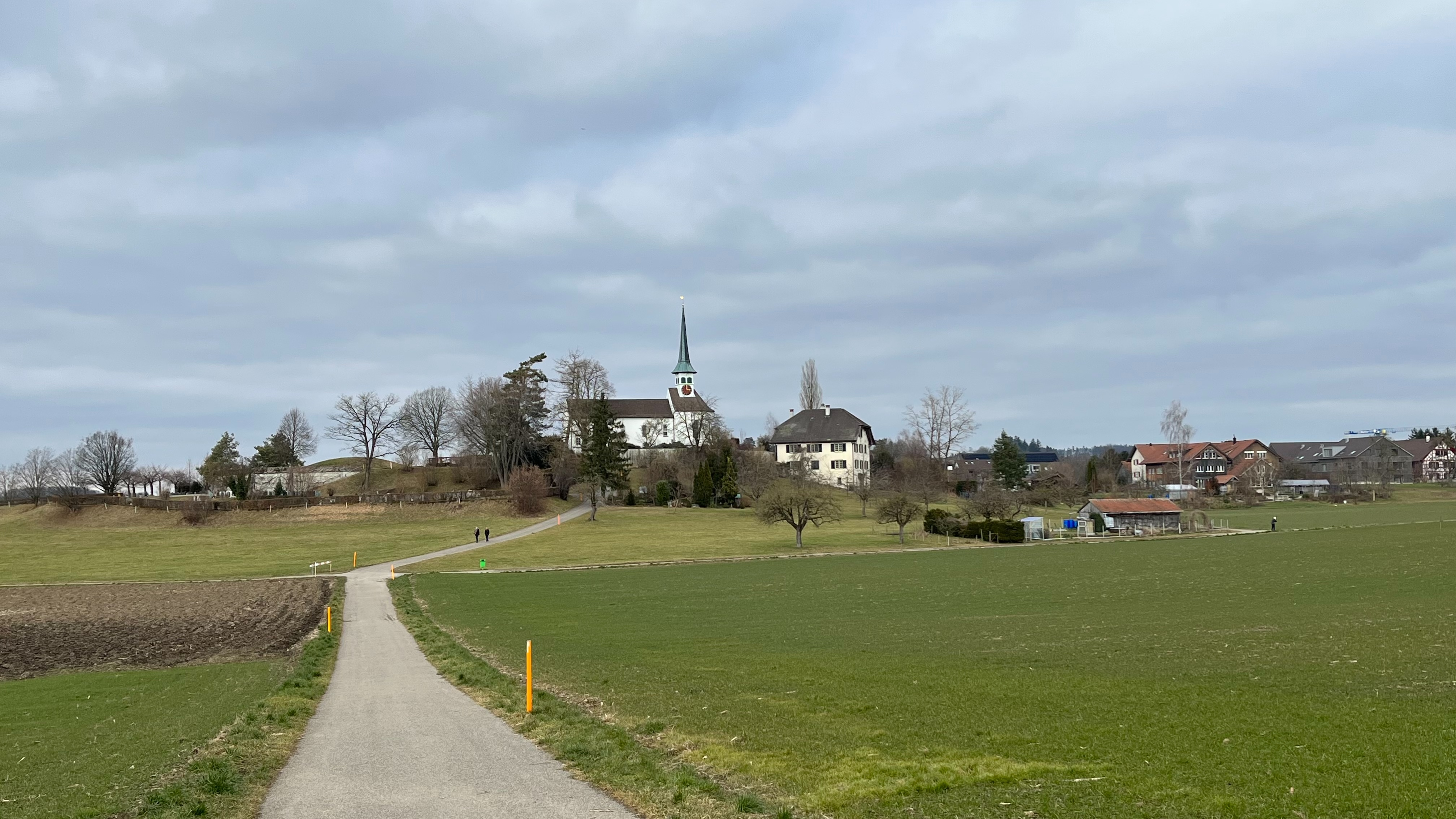
Reformierte Kirche mit Pfarrhaus von Süden

Die Gemeinde Seuzach liegt wenige Kilometer nördlich der Stadt Winterthur und wird vom Gemeindegebiet von Winterthur zur Hälfte umschlossen. Seuzach grenzt im Nordwesten an Hettlingen, im Norden an Dägerlen, im Nordosten an Dinhard und im Osten, Süden und Südwesten an die Stadt Winterthur.
Im Nordosten von Seuzach erhebt sich der Äschberg (532 m ü. M.), im Südwesten der Amelenberg (505 m) und im Süden – jenseits der Autobahn A1 – der Lindberg (554 m). Durch den Dorfkern fliesst der Chrebsbach.
Von der Gemeindefläche dienen 41,2 % der Landwirtschaft, 25,0 % sind Wald, 23,6 % Siedlungs- und 9,7 % Verkehrsfläche, 0,5 % sind Gewässer. Es ist keine unproduktive Fläche ausgewiesen (Stand 2018).

## Bevölkerung
2022 lebten 7691 Personen in Seuzach. Davon waren 1119 Personen oder 14,5 % Ausländer. Die Einwohnerzahlen der jeweiligen Ortsteile waren am 31. Dezember 2019 wie folgt: Seuzach 6105 Einwohner, Oberohringen 1101 Einwohner und Unterohringen 221 Einwohner.
38,8 % der Bevölkerung gehörten 2022 zur evangelisch-reformierten Kirche, 23,1 % zur katholischen Kirche, und 38,1 % gehörten einer anderen Konfession an oder waren konfessionslos.
| Jahr      | 1750    | 1850 | 1860 | 1870 | 1880 | 1888 | 1900 | 1910 | 1920 | 1930 | 1941 |
| --------- | ------- | ---- | ---- | ---- | ---- | ---- | ---- | ---- | ---- | ---- | ---- |
| Einwohner | ca. 500 | 741  | 790  | 786  | 736  | 740  | 805  | 960  | 959  | 1348 | 1382 |
|           |         |      |      |      |      |      |      |      |      |      |      |
| Jahr      | 1950    | 1960 | 1970 | 1980 | 1990 | 2000 | 2005 | 2010 | 2015 | 2020 | 2022 |
| Einwohner | 1518    | 2484 | 3258 | 4659 | 5558 | 6558 | 6622 | 7050 | 7198 | 7422 | 7691 |

## Politik
Der siebenköpfige Gemeinderat hat folgende Parteizusammensetzung: 3 FDP, 3 SVP, 1 EVP. Gemeindepräsident ist seit 2022 Manfred Leu (FDP, Stand 2023).
Bei den Nationalratswahlen 2023 betrugen die Wähleranteile in Seuzach: SVP 35,38 % (−1,17), FDP 15,85 % (−1,87), SP 13,25 % (+2,32), glp 10,62 % (−0,74), Mitte 9,14 % (+3,19), Grüne 4,85 % (−2,78), EVP 4,72 % (−1,54), EDU 2,29 (+0,06).

## Geschichte

Seuzach, historisches Luftbild von 1923 aus 400 Metern Höhe, aufgenommen von Walter Mittelholzer

Seuzach wurde im Jahr 1263 erstmals urkundlich erwähnt, Ohringen bereits 1125 in einer kaiserlichen Urkunde. Grundherr des Hofes Oberohringen war vor 1125 der Bischof von Konstanz, danach das Kloster Kreuzlingen. In der zweiten Hälfte der 1460er-Jahre ging die Grundherrschaft sehr wahrscheinlich an die Herren von Hünenberg. Der Grundherrschaft des Klosters übergeordnet waren die Kyburger. Der Hof Unterohringen wurde 1264 erstmals erwähnt, 1279 erstmals so bezeichnet und kannte im Gegensatz zu Oberohringen keine geteilte Herrschaft. Die Herrschaft hatten die Kyburger inne, danach das Haus Habsburg-Österreich. Der Hof wurde wiederholt verpfändet. Um 1300 hatte das Haus Habsburg-Österreich die Niedere und die Hohe Gerichtsbarkeit für Unter- und Oberohringen inne.
Bei der Siedlung Seuzach waren die Herrschaftsverhältnisse komplizierter. Der Herrschaft der Kyburger und später der Habsburger war partiell der Bischof von Konstanz vorgelagert, nachgelagert waren hingegen zahlreiche weitere Inhaber von Herrschaftsrechten, darunter Gotteshäuser, Dienstadlige und Bürger von Winterthur und Schaffhausen. Mit der Burg Heimenstein verbundene Herrschaftsrechte der Herren von Heimenstein können keine nachgewiesen werden. Über die Geschichte der Herren wie der Burg ist nur wenig bekannt. Einige Herren von Heimenstein haben Lehen in Seuzach erhalten, die Burg war wiederum ein Lehen des Klosters Reichenau, später der Herren von Laufen. Die Burg war wahrscheinlich nicht mehr als der Sitz einer Landwirtschaft. Die Grafschaft Kyburg, zu der Seuzach und Ohringen gehörten, ging 1264 an Habsburg.
Ober- und Unterohringen blieben bis in die Frühe Neuzeit Einzelhöfe. Seuzach hingegen erlebte den im Hochmittelalter in Europa typischen Verdorfungsprozess im Rahmen des damals starken Bevölkerungswachstums. Das heisst, aus Weilern und Einzelhöfen entwickelte sich ein örtlich geschlossenes Dorf, die Bedeutung der Dorfgemeinschaft wuchs gegenüber den Herrschaftsbeziehungen, Frondienste wichen Sachabgaben, und die dörfliche Gemeinschaft begann sich im Rahmen der Zelgenwirtschaft selbst zu verwalten.
Inwieweit sich der durch Ernteausfälle, die Pest und andere Faktoren ausgelöste starke Bevölkerungsrückgang im Spätmittelalter auf Seuzach ausgewirkt haben, lässt sich aufgrund mangelnder Daten nicht mehr eruieren. Grundzinssenkungen vom Ende des 14. bis Mitte des 15. Jahrhunderts belegen eine durch Kriege (Sempacherkrieg, Alter Zürichkrieg) ausgelöste Agrarkrise in dieser Zeit. Nach dem Ende des Alten Zürichkriegs erholte sich die Lage wieder. Vom Alten Zürichkrieg war Seuzach auch direkt betroffen. 1445 überfielen 130 Söldner aus Wil das Dorf, erschlugen sieben Männer und erbeuteten 80 Rinder und 23 Pferde. Dabei dürfte es sich um den gesamten Viehbestand des Dorfes gehandelt haben.
Zusammen mit der Grafschaft Kyburg kam Seuzach 1424 bis 1442 und 1452 erneut als Pfand zur Stadt Zürich. Eigene Dorfbehörden, nämlich der «Dorfmeier», wurden 1498 erstmals erwähnt, bestanden aber schon früher. 1530 nahm die Dorfgemeinde einen Kredit auf und handelte dadurch erstmals als eigenständiger Rechtskörper. Eine erste Gemeindeordnung ist von 1536 überliefert, weitere folgten in den Jahren 1685 und 1765. Die Reformation war in Seuzach vermutlich an Ostern 1525 umgesetzt. Zuvor predigte im Dorf der Pfarrer Johann Ferber, der Luther und Zwingli als Ketzer bezeichnete. Er wurde deshalb 1525 kurzfristig festgenommen, gebüsst und schliesslich abgesetzt. Sein Nachfolger wurde Johannes Bosshart, der 1528 auch an der Berner Disputation teilnahm.
Mit der Errichtung der Helvetischen Republik nach dem Einmarsch der Franzosen 1798 wurde in Seuzach genau wie andernorts eine Munizipalgemeinde geschaffen. Die bestehende Dorfgemeinde wurde in eine privatrechtliche Zivilgemeinde umgewandelt und 1928 aufgelöst. Im Zweiten Koalitionskrieg war Seuzach ein Kriegsschauplatz rund um das Gefecht bei Winterthur. Nach der Ersten Schlacht um Zürich beherrschten österreichische und russische Truppen den Kanton Zürich. Im September kehrten nach der Zweiten Schlacht um Zürich die Franzosen zurück.

## Kirchen
In Seuzach gibt es drei Kirchen:

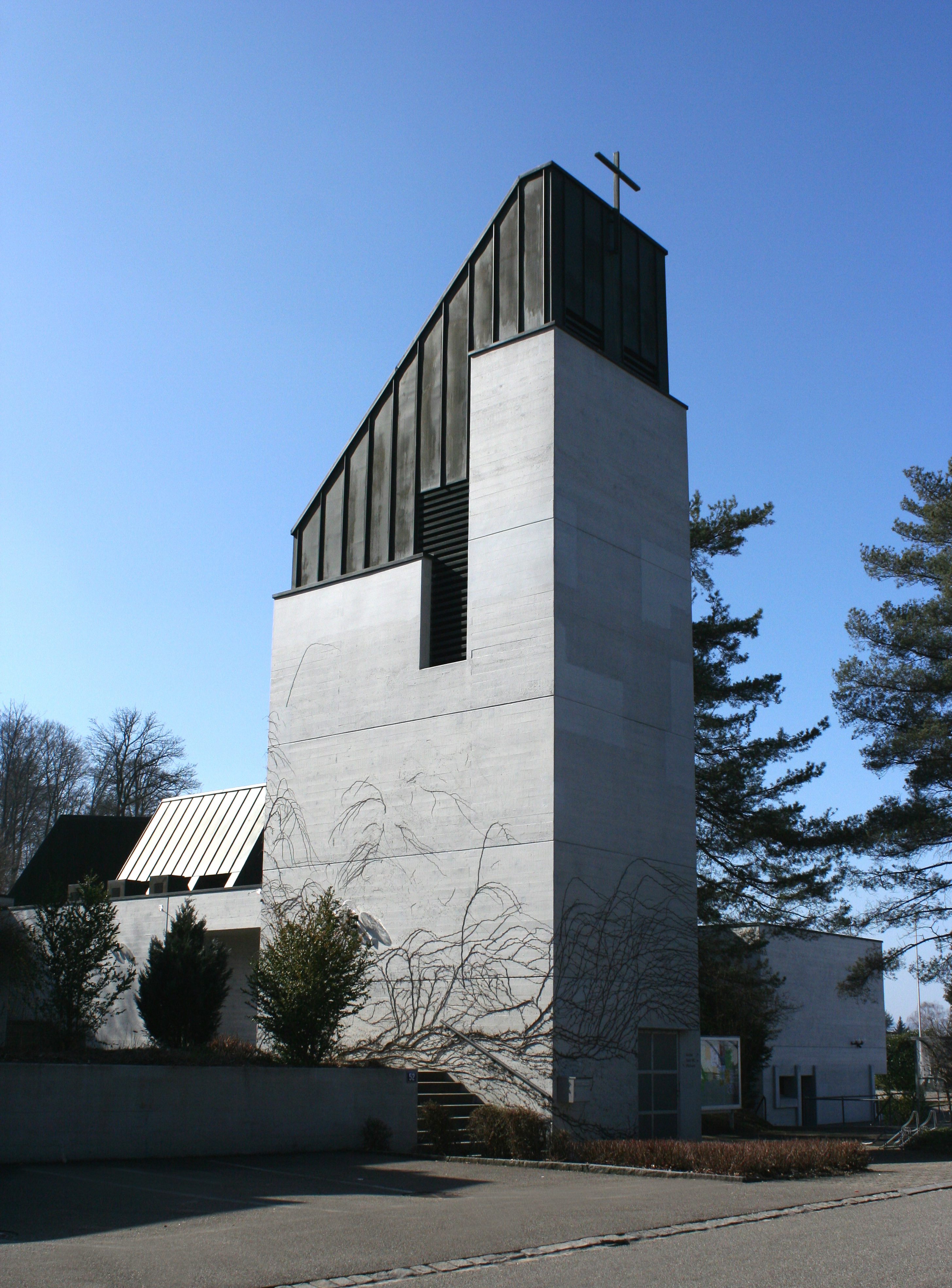
Katholische Kirche St. Martin

- Die reformierte Kirche steht am Ende der Kirchgasse auf einer Anhöhe.
- Die katholische Kirche St. Martin wurde im Jahr 1972 eingeweiht und besitzt einen Kirchraum, der in seiner Gestaltung ein Gesamtkunstwerk der Winterthurer Künstlerin Rosa Studer-Koch ist.
- Die Freie Evangelische Gemeinde befindet sich am Ende der Forrenbergstrasse.

## Wirtschaft
Durch die gute Anbindung an den öffentlichen Verkehr wohnen in Seuzach viele Pendler, welche in Zürich und Umgebung arbeiten.

## Bildung
Seuzach verfügt über vier Kindergärten (Bachtobel, Schneckenwiese, Weid und Ohringen), drei Primarschulen (Birch, Rietacker und Ohringen) und eine Sekundarschule (Halden). Der Sekundarschulkreis Seuzach umfasst auch die Nachbargemeinde Hettlingen sowie Teile der Gemeinden Dägerlen und Dinhard.

## Verkehr
Von der Autobahn A1 gelangt man über die Abfahrt 71 Winterthur-Ohringen auf die Hauptstrasse H15, welche durch den Ortsteil Ohringen führt. Sie bietet auch Anschluss an die A4/E41 nach Andelfingen–Schaffhausen–Stuttgart.
Seuzachs altes Strassenkreuz gewährleistet die Süd-Nord-Verbindungen von Winterthur über den Amelenberg nach Dägerlen und an die Thur im Zürcher Weinland und von West nach Ost von Neftenbach nach Oberwinterthur und Wiesendangen.

### Bahnverkehr
Seuzach liegt an der Bahnstrecke Winterthur–Etzwilen und wird durch folgende S-Bahn-Linien bedient:
- S 11 Aarau – Lenzburg – Dietikon – Zürich HB – Stettbach – Winterthur – Seuzach/Sennhof-Kyburg (– Wila)  (im Stundentakt) direkt mit Zürich verbunden.
- S 29 Winterthur – Stein a. Rhein  (im Halbstundentakt) über Winterthur ebenfalls mit Zürich verbunden.

An den Wochenenden wird Seuzach auch durch das Nachtnetz des Zürcher Verkehrsverbunds bedient.

### Nahverkehr
Die verschiedenen Ortsteile sind durch folgende Linien der Stadtbus Winterthur und Postautos erschlossen:
- 612 Seuzach –  Dinhard –  Thalheim-Altikon –  Andelfingen

- 674 Seuzach – Winterthur Hauptbahnhof –  Pfungen

- 676 Henggart – Hettlingen – Unterohringen – Oberohringen – Winterthur Hauptbahnhof

- 679 Seuzach –  Unterohringen –  Hettlingen

- N60 Winterthur Hauptbahnhof –  Seuzach –  Adlikon bei Andelfingen (Nachtnetz)

## Persönlichkeiten
- Hermann Hintermeister (1838–1901), Unternehmer
- Jean Nordmann (1908–1986), Präsident des Schweizerischen Israelitischen Gemeindebundes (SIG)
- Jakob Stucki (1924–2006), Politiker (BGB/SVP), Ständerat
- Alfred Stückelberger (* 1935), Altphilologe
- René Rutschmann (* 1941), Radrennfahrer
- Otto Sigg (* 1943), Historiker
- Bernard Thurnheer (* 1949), Sportreporter, TV-Moderator und Showmaster, wohnhaft in Seuzach
- Roland Bunkus (* 1981), DJ und Produzent (Mr. Da-Nos)

## Bilder

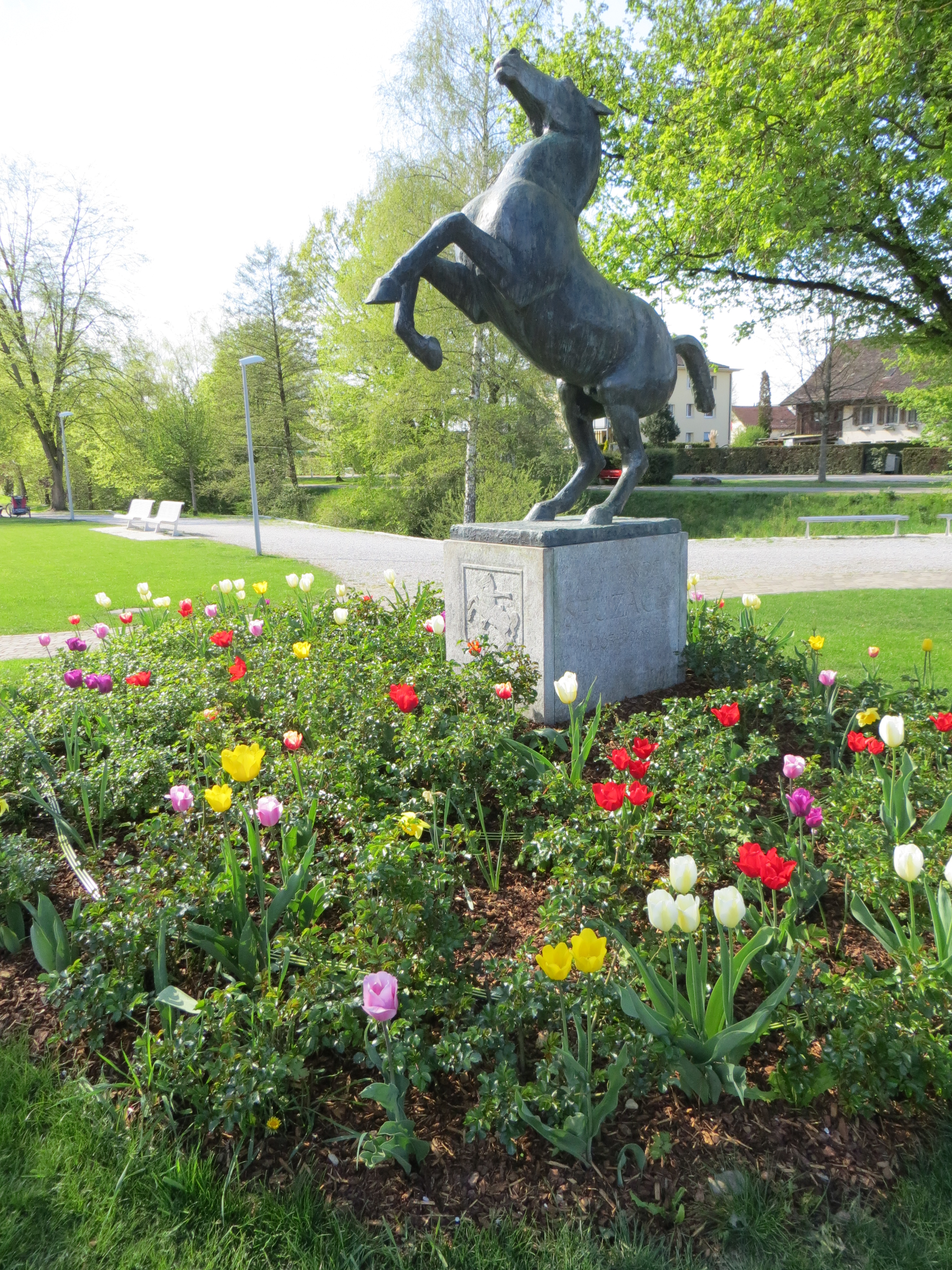
Pferdeskulptur im Dorfpark von Seuzach
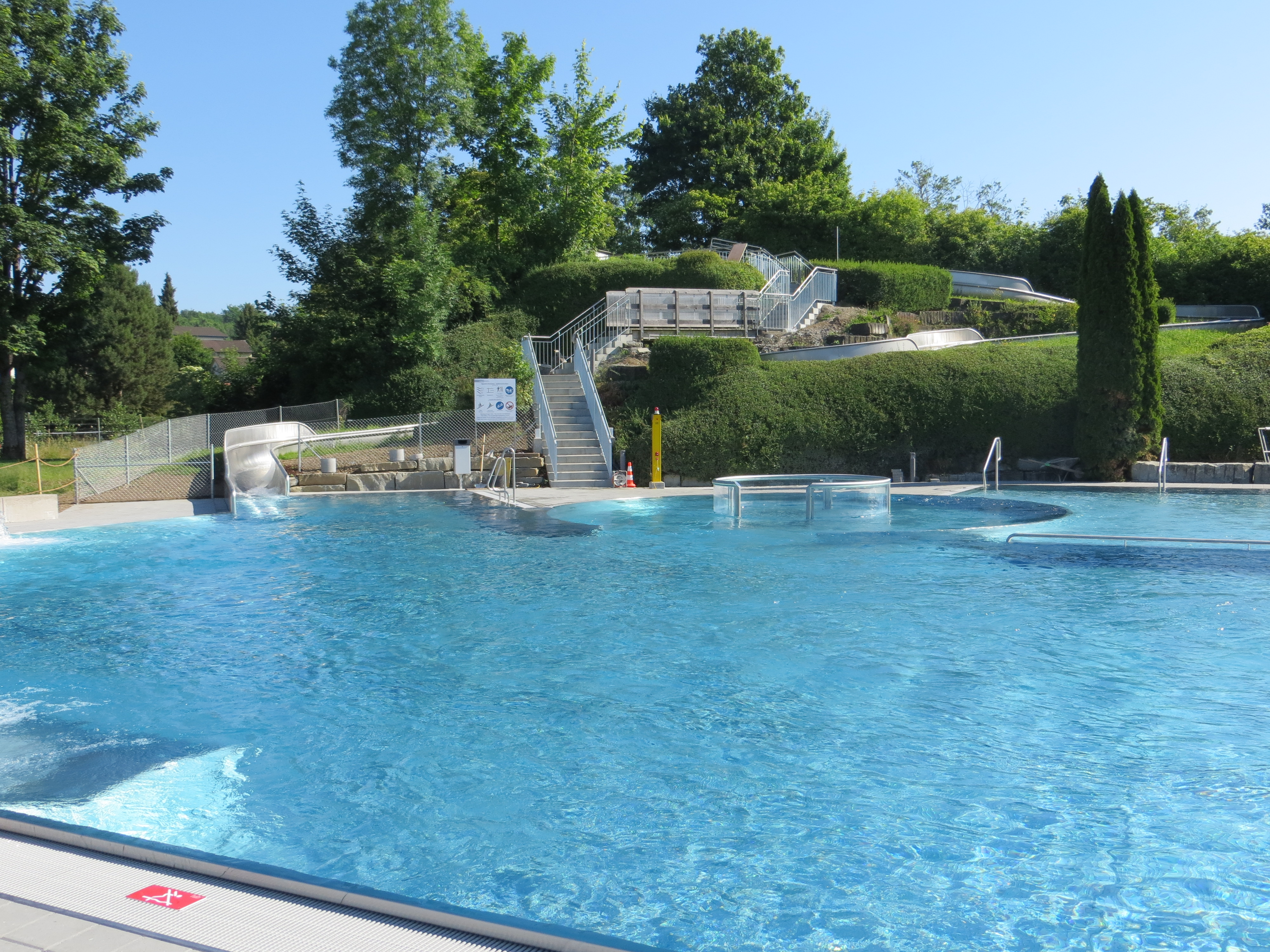
Schwimmbad Weiher in Seuzach